# Stelmagonum holtonii
Stelmagonum holtonii är en oleanderväxtart som beskrevs av Anna Murray Vail. Stelmagonum holtonii ingår i släktet Stelmagonum och familjen oleanderväxter. Inga underarter finns listade i Catalogue of Life.